# Kłąb pszczeli

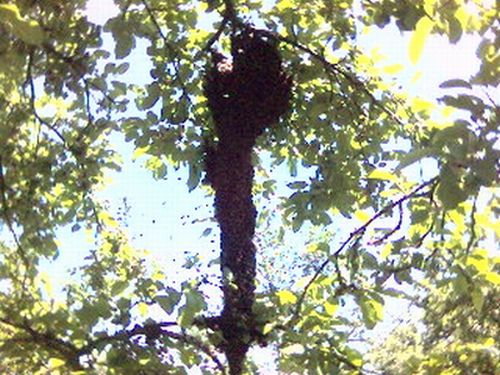
Pszczoły w kłębie rojowym

Kłąb – otaczające matkę skupisko pszczół, w którym robotnice siedzą ciasno, trzymając się jedna drugiej i tylko nieznacznie zmieniają położenie względem siebie. Najbardziej ściśnięte są pszczoły w zewnętrznej części kłębu, w środku zaś tworzą biegnące w różnych kierunkach łańcuszki, ułożone luźniej. Zwarta otoczka sprawia, że ciepło produkowane przez pszczoły w części centralnej ulatnia się nieznacznie, dzięki czemu temperatura w kłębie jest w znacznym stopniu niezależna od temperatury otoczenia.
Rozróżniamy:
- kłąb zimowy – który tworzą na plastrach zimujące w ulu pszczoły,
- kłąb rojowy – tworzony w lecie poza gniazdem przez rój